# بانک صادرات ایران
بانک صادرات ایران در حال حاضر قدیمی‌ترین بانک تجاری غیردولتی ایرانی است که در ۱۵ شهریور سال ۱۳۳۱ توسط امین و خانواده مفرح، با ۲۰ کارمند و ۳ مدیر ارشد، فعالیت خود را آغاز کرد. این بانک پس از انقلاب ۱۳۵۷ مصادره و به مالکیت دولت درآمد. پس از گذشت چند دهه، بخشی از سهام بانک در بورس واگذار شد. تا سال ۱۴۰۲ بانک صادرات ایران رتبهٔ هفتم در فهرست ۱۰۰ شرکت برتر ایران را در اختیار دارد.
در سال ۱۳۷۰ دولت بخش بزرگی از دارایی‌های بانک صادرات را به شرکت سرمایه‌گذاری غدیر (در ابتدا با نام شرکت سرمایه‌گذاری بانک صادرات) واگذار کرد و پس از مدتی مالکیت هولدینگ غدیر را به سازمان تأمین اجتماعی نیروهای مسلح انتقال داد. همچنین این بانک هم‌اکنون مالک شرکت گروه مالی سپهر صادرات است. این بانک نخستین شعبه بین‌المللی خود را در شهر هامبورگ آلمان راه‌اندازی کرد. بانک صادرات در حال حاضر دارای ۲۸ شعبه بین‌المللی در ۱۲ کشور جهان است و تا سال ۱۴۰۰ دارای ۲۰۲۷ شعبه فعال است.

## تاریخچه

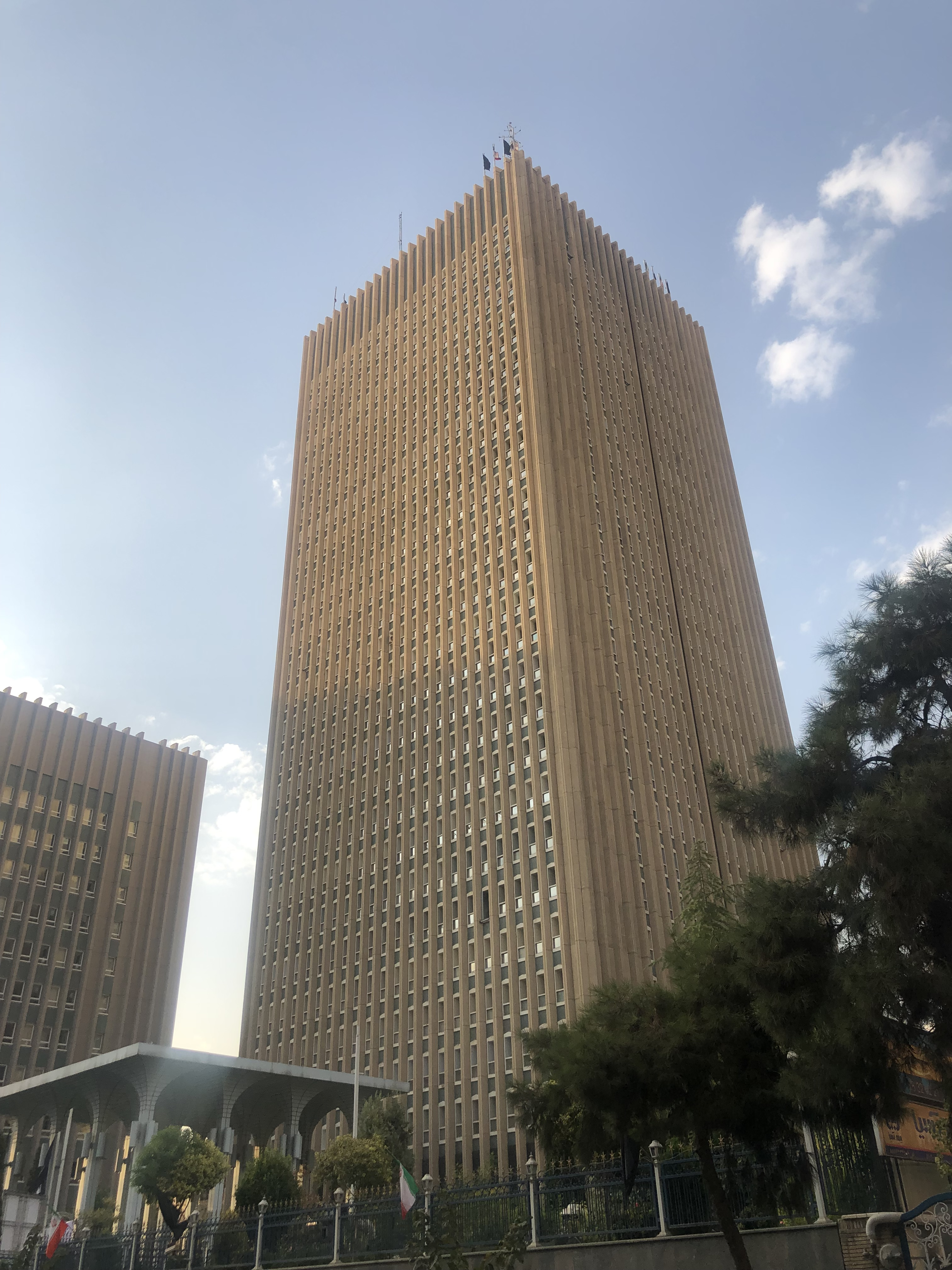
برج سپهر تهران که به عنوان ساختمان مرکزی بانک صادرات ایران به کار گرفته می‌شود.

بانکداری به شیوه نوین در ایران از اوایل سال ۱۳۰۰ هجری خورشیدی به دلیل ضرورت‌های اقتصادی و سیاسی آغاز شد اما از آنجایی که نخستین بانک‌های ایرانی تا حدودی با حمایت دولت و در راستای تحقق خواست و منافع حکومت شکل گرفته بودند کمتر به جلب رضایت آحاد مردم توجه داشتند از این رو به غیر از عدّه قلیلی که دارای مکنت و سرمایه زیادی بودند، اکثریت مردم ترجیح می‌دادند به رغم وجود تمامی مخاطرات احتمالی به جای پس‌انداز وجوه مازاد خود در بانک‌ها، پول‌های نقد خویش را در خانه نگهدارند.
براساس آمار منتشره در سال ۱۳۳۰ (هجری خورشیدی) از کل اسکناس و مسکوکات منتشره ایران تنها حدود ۱۱ درصد آن در اختیار بانک‌ها و ۸۹ درصد مابقی آن در پستوهای منازل و صندوقچه‌های شخصی مردم و به عبارتی به صورت راکد و خارج از چرخه مالی و اقتصادی کشور نگهداری می‌شد.
تاریخ تأسیس بانک صادرات ایران به سال ۱۳۳۱ بازمی‌گردد. این بانک به تاریخ ۱۶ شهریور ۱۳۳۱، توسط خانواده بلورفروشان، محمدعلی مفرح و چندی از نزدیکان وی، با سرمایهٔ دو میلیون تومان، به صورت اعتباری و سه هزار و پانصد تومان به صورت قرضی، به‌طور موقت در بالاخانه‌ای واقع در تکیه دولت، در ساختمانی مشرف به شعبه مرکزی بانک ملی ایران، راه‌اندازی شد و تحت نام بانک صادرات و معادن، در اداره ثبت شرکت‌های تهران به ثبت رسید، سپس از ۲۲ آبان همان سال، در پی افتتاح اولین شعبه، به صورت رسمی شروع به کار نمود.
اولین شعبه این بانک، در بدو تأسیس، ۲۵ نفر کارمند داشت. در پایان سال نخست فعالیت، آنچه که از ترازنامه بانک مشهود است، مجموع سپرده‌ها حدود ۱۷ میلیون و ۶۰۰ هزار ریال، اعتبارات و تسهیلات اعطایی حدود ۶۷ میلیون ریال، مجموع دارایی‌ها معادل ۴۴ میلیون و ۲۰۰ هزار ریال و سود ویژه بانک، حدود ۷۰۰ هزار ریال بوده است. در حالی‌که از سرمایه ۲۰ میلیونی آن، تنها ۱۰ میلیون ریال پرداخت شده بود.
در ابتدا مهندس مفرح از ادوارد ژوزف، که در آن زمان از کارشناسان شناخته‌شده بانکی بود، برای مدیرعاملی بانک، دعوت کرد. ژوزف در دو سال نخست، ریاست بانک صادرات را در دست داشت، سپس در سال ۱۳۳۳، محمدعلی مفرح از سوی هیئت مدیره بانک، به عنوان مدیر عامل انتخاب شد. مفرح تا اواخر ۱۳۵۶ جمعاً ۲۳ سال، در این سمت باقی ماند و در همین سال، از سمت خود کناره‌گیری کرد و در خرداد ۱۳۵۷ به‌طور کلی، از هیئت مدیره بانک صادرات ایران نیز، استعفاء داد.
در سال ۱۳۴۲ نام این بانک به‌فرم کنونی؛ یعنی بانک صادرات ایران تغییر یافت. این بانک در سال ۱۳۵۸ پیرو مصوبه شورای انقلاب اسلامی، ملی شد. در سال ۱۳۸۷، بانک صادرات از یک شرکت سهامی خاص به شرکت سهامی عام تغییر شکل یافت و در پی آن، سهام بانک در سال ۱۳۸۸ در بازار بورس اوراق بهادار تهران به صورت عمومی عرضه شد.

### نخستین شعبه
استقرار اولین شعبه بانک صادرات و معادن وقت، در بازار تهران به عنوان مرکز معاملات و گردش پولی کشور بسیار مورد توجه مؤسسان بانک بود. اولین شعبه بانک در ۲۲ آبان ۱۳۳۱ در یک ساختمان استیجاری به مساحت حدود ۲۰۰ متر مربع، با چند اتاق در طبقه دوم سرای بنایی بازار تهران واقع در کوچه تکیه دولت، کوی مرغی‌ها آغاز به کار کرد. یکی از اقدامات هیئت مدیره انجام تعمیرات و تغییرات در محل استقرار اولین شعبه بانک بود که با برداشتن دیوارهای بین سه اتاق از هفت اتاق، یک سالن معاملات به ابعاد ۱۲*۸ با پنج باجه برای دریافت و پرداخت، انتقالی چک‌های واگذاری و افتتاح حساب به وجود آمد و تعداد ۴ اتاق برای بایگانی و تدارکات (جهت لوازم ضروری و ملزومات و مطبوعات) و اتاق‌های مدیر عامل و هیئت مدیره در نظر گرفته شد و دقت به عمل آمد که ساختمان بانک جلوه بسیار آبرومندی داشته باشد. بعدها با بهتر شدن وضعیت اقتصادی بانک، محل مناسب تری برای شعبه بازار خریداری شد و در آبان ۱۳۳۷ شعبه یک بازار به محل فعلی انتقال یافت.

### نخستین شعبه خارج از کشور
اولین شعب خارج از کشور این بانک در سال ۱۳۴۰ در هامبورگ آلمان تأسیس و پس از آن شعب خارجی این بانک یکی پس از دیگری افتتاح شدند. هم‌اکنون بانک صادرات ایران مالکیت بانک مستقل دایر در خارج از کشور (بانک صادرات تاشکند، لندن PLC، فیوچر بانک بحرین و آرین بانک افغانستان) را در اختیار دارد و علاوه بر این، واحدهای بانکی متعلق به این بانک در اروپا و آسیا بیش از ۲۰ واحد است.

### آرم بانک

لوگوی بانک صادرات ایران قبل از انقلاب - خلق‌شده توسط ادوارد ژوزف.

لوگوی بانک صادرات ایران از ۱۳۵۸ تا ۱۳۶۹

نخستین لوگو یا آرم بانک صادرات، تصویر اسب بالداری است که عبارت بانک صادرات ایران بالای سرش درج شده است. انتخاب این لوگو به پیشنهاد ادوارد ژوزف، اولین مدیرعامل این بانک صورت گرفت. او این تصویر را از روی نگین انگشتر عتیقه‌ای که از یک مغازه عتیقه‌فروشی خریده بود، برداشت کرد. او اسب را سمبل سرعت، استقامت، نجابت و بال‌هایش را سمبل بلندپروازی و آغوش باز می‌دانست. این آرم شبیه به مهر انوشیروان، پادشاه ساسانی بود.
این آرم پس از انقلاب اسلامی در سال ۱۳۵۷ تغییر کرد. یکی از ویژگی‌های آرم جدید نشان دادن نقشه ایران و مراکز استان‌های ایران بود که نشانه استانی شدن بانک محسوب می‌شد. این لوگو بار دیگر در سال ۱۳۶۹ تغییر کرد و لوگوی جدید که نشان‌دهندهٔ دو دست و یک سکه است جایگزین شد. این لوگو همچنان به عنوان آرم این بانک مورد استفاده قرار می‌گیرد.
طرح اولیه آرم فعلی بانک صادرات در سال ۱۳۶۹ به سفارش روابط عمومی این بانک توسط اسماعیل کیا مقدم طراحی شد. پس از آن، مرتضی ممیز بنا به درخواست بانک صادرات، تغییراتی در آن صورت داد و ماحصل آن به عنوان لوگوی بانک صادرات معرفی شد. به همین دلیل، بعدها بین این دو طراح اختلافاتی در خصوص این که چه کسی پدیدآورندهٔ این اثر است، درگرفت.

## سرمایه اولیه
بانک صادرات ایران به عنوان یک بانک خصوصی و به‌صورت سهامی عام با نام «بانک صادرات و معادن ایران» در ۱۵ شهریورماه سال ۱۳۳۱ طبق قوانین آن روزگار با سرمایه اولیه ۲۰ میلیون ریال با شماره ۳۸۳۳ در اداره ثبت شرکت‌ها به ثبت رسید و تأسیس شد. این سرمایه با خرید ۷۶ سهم توسط دو نفر از اعضای هیئت مؤسسان بانک و سرمایه‌گذاری بقیه اعضای هیئت‌مدیره تأمین شد و سهامداران با واگذاری سفته به هیئت‌مدیره تعهد دادند ۵۰ درصد بقیه تعهد خود را از محل سود سالیانه پرداخت کنند.
بنیانگذاران بانک صادرات ایران با جذب حداکثر نقدینگی در دست مردم برای اولین بار در ایران بانکی براساس اصول مشتری‌مداری تأسیس کنند. از این‌رو بانک صادرات و معادن ایران در ۲۲ آبان سال ۱۳۳۱ با ۱۳ نفر کارمند در حالی شروع به کار کرد که خوش‌بین‌ترین افراد نیز با وجود بانک‌های قدرتمند دولتی پیشرفت و موفقیت آن را پیش‌بینی نمی‌کردند. ارایه خدمات بانکی بهتر به مردم، ایجاد شبکه گسترده بانکی در سراسر کشور، جلب سرمایه‌های داخلی و پس‌اندازهای هر چند کوچک و ایجاد فرصت‌های سرمایه‌گذاری در تمامی فعالیت‌های اقتصادی از اهداف اولیه بانک صادرات و معادن ایران بود.

### اسامی اعضای هیئت مدیره و کارمندان اولیه
در انتخاب اعضای هیئت مدیره بانک ادوارد ژوزف، مهندس محمد علی مفرح و مهندس محمد بلور فروشان به سمت اعضای اصلی و علی اکبر فخرایی و مهندس مصطفی امیر معزی به سمت اعضای علی‌البدل و مهندس ابوالفضل پاک و مهندس نصرت ا… رضائی به سمت بازرسان قانونی برگزیده شدند ولی محمد علی مفرح چون سمت بازرس قانونی را در بانک بازرگانی ایران داشت از قبول عضویت هیئت مدیره خودداری کرد و آقای حسن ملک افضلی را به جای خود پیشنهاد نمود که مورد موافقت قرار گرفت. آقایان: سید رضا کسمائی، حبیب ا… خلیلیان، فیضی، مصطفی بلورچی، جمشید بختیان، جلال الدین میر مطهری، جمشید نوبان، رهنمای چیت ساز، سید حسین دربندی، محمد علی اصفهانی، رضا و حسن سادات گوشه، دزفولی، عبدالوهابی، گلخو، کامیابی پور، ابوالقاسم رهبری، پطروسیان و میکائیلیان از کارمندان اولیه بانک صادرات و معادن ایران بودند.

## هیئت مدیره
به استناد مصوبهٔ مجمع عمومی عادی بانک صادرات ایران مورخ ۱۴۰۲/۰۸/۲۲ و جلسۀ هیئت مدیرۀ این بانک مورخ ۱۴۰۳/۱۰/۲۲ اسامی اعضای هیئت مدیره بانک صادرات ایران به این شرح می‌باشد:
محسن سیفی کفشگری، مدیرعامل و عضو هیئت‌مدیره، قربان اسکندری کبودان، رئیس هیئت‌مدیره، مهدی اقبالی راد، نائب رئیس هیئت مدیره، یاسر مرادی، عضو هیئت مدیره و محمد وطن پور، عضو هیئت‌مدیرهٔ بانک صادرات ایران هستند.

## مسئولیت اجتماعی
بانک صادرات ایران در راستای عمل به مسئولیت‌های اجتماعیِ خود، بیش از ۵ هزار و ۱۳۰ دستگاه خودپرداز این بانک در سراسر ایران، امکان دریافت کمک‌های خیرخواهانه مردم به ۱۴ نهاد حمایتی از جمله کمیته امداد امام خمینی، سازمان بهزیستی، آسایشگاه کهریزک، انجمن تالاسمی، انجمن بیماران ام اس، انجمن حمایت از حقوق کودکان، ستاد دیه آزادی زندانیان، عتبات عالیات، مؤسسه اشرف الانبیاء، مستمندان تبریز، مؤسسه محک، نذورات حرم فاطمه معصومه، خیریه نیکان ماموت و انجمن مددکاری امام زمان، را داراست مردم نذورات و وجوه خیریه خود را از طریق این خودپردازها به حساب نهاد یا مؤسسه مورد نظر واریز می‌کنند. پرداخت وام به زلزله‌زدگان کرمانشاه، پرداخت تسهیلات بدون ضامن، محاسبه و پرداخت فطریه و … از اموری است که در راستای مسئولیت‌های اجتماعی توسط بانک صادرات اجرا می‌شوند.

## کتاب
بانک صادرات ایران کتاب «فرهنگ واژه‌های فین‌تک» را حمایت و منتشر کرد. رینر آلت و استفان هوخ نویسندگان این کتاب‌اند. آزاده حیدری و زهرا درستکار هم کتاب را به فارسی ترجمه کرده‌اند.

### تحریم
وزارت خزانه‌داری آمریکا در ۲۵ اکتبر ۲۰۰۷ بانک صادرات ایران را به‌دلیل حمایت و تأمین مالی از تروریست‌ها متهم و تحریم کرد.

## برج سپهر

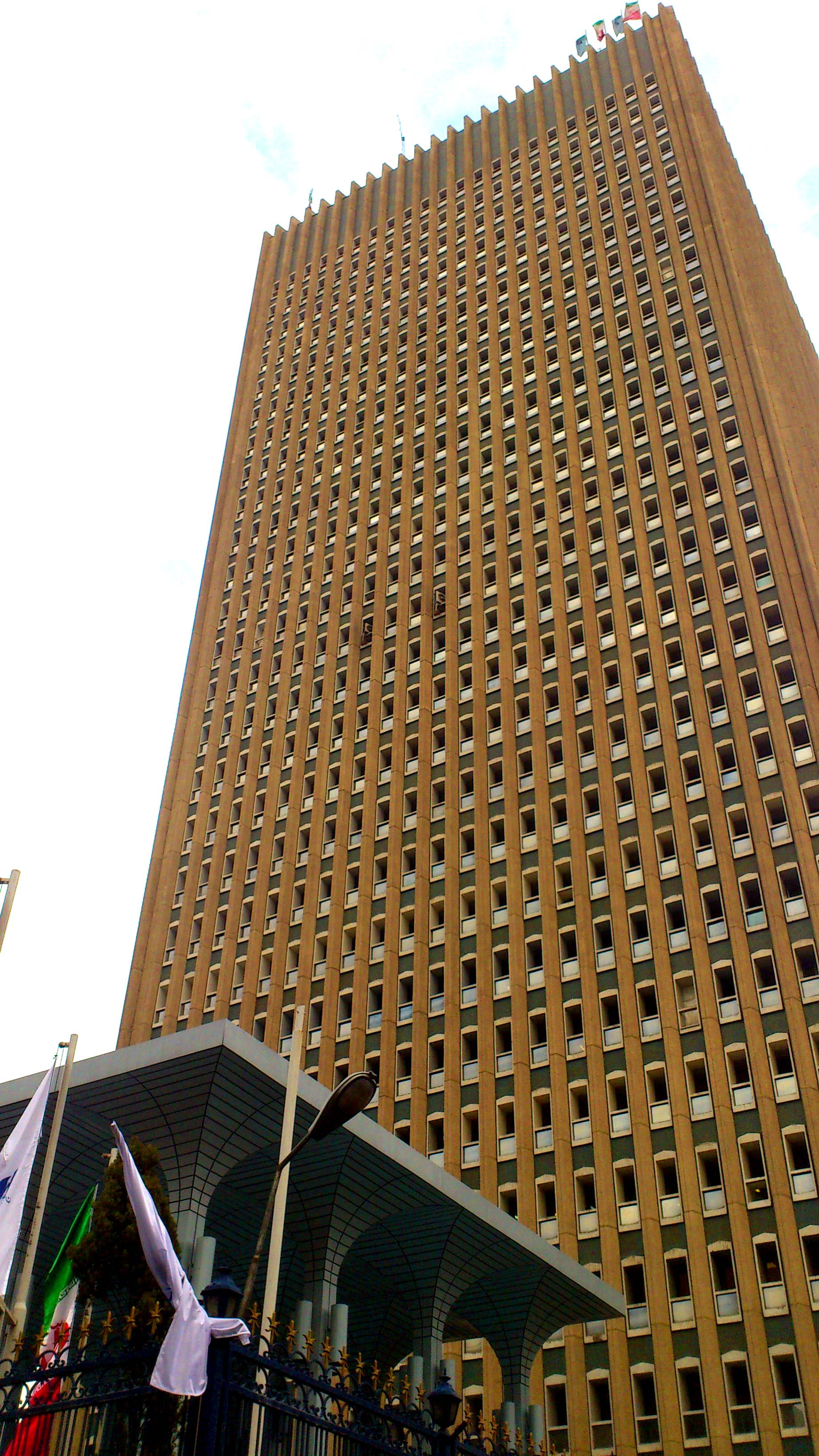
نمایی از برج سپهر

برج سپهر با معماری ساده به شکل مکعب مستطیل به رنگ خاکستری، یکی از بلندترین ساختمان‌های تهران است. بلندای برج ۱۱۵ متر در ۳۲ طبقه (روی زمین) و مساحت آن ۵۵۰۰۰ متر مربع است این برج که در خیابان سمیه میان خیابان‌های بهار و مفتح قرار گرفته، هم‌اکنون به عنوان ساختمان مرکزی بانک صادرات ایران بکار گرفته شده است. برج سپهر که با بلندی بسیار نسبت به بافت شهری تهران در آن ناحیه کاملاً از ساختمان‌های گرداگرد خود قابل تمایز است، در تمام طول خیابان‌های سعدی و سمیه، بخش‌هایی از بزرگراه رسالت، خیابان مفتح و بزرگراه مدرس در معرض دید و از میدان قدس به سمت جنوب بر محور خیابان شریعتی قرار گرفته است.
برج سپهر در زمان انقلاب نیمه‌کاره بود این ساختمان پس از خاتمه جنگ تکمیل شد و در سال ۱۳۷۰ مورد بهره‌برداری قرار گرفت.

## وضعیت کنونی
بانک صادرات ایران در حال حاضر ۲٬۳۱۷ شعبه در داخل کشور و ۲۳ شعبه در خارج کشور و حدود ۲۷٬۲۰۶ کارمند دارد. این بانک دارای سیستم یکپارچه بانکی به نام سپهر می‌باشد.
بانک صادرات ایران در حال حاضر علاوه بر دارا بودن ۳۰ شعبه در آسیا و اروپا، مالکیت چهار بانک مستقل در خارج از ایران را نیز در اختیار دارد. این چهار بانک عبارتند از:
- بانک صادرات تاشکند (تاشکند)
- شرکت صادرات پی‌ال‌سی (لندن)
- فیوچر بانک (بحرین)
- آرین بانک (افغانستان)

### بورس اوراق بهادار
سهام بانک صادرات ایران در خرداد ۱۳۸۸ به عنوان یکی از شرکت‌های مشمول اصل ۴۴ قانون اساسی جمهوری اسلامی ایران با نماد وبصادر در بورس اوراق بهادار تهران عرضه شد. بانک صادرات ایران هفتمین بانک و چهارصد و پنجاهمین شرکتی است که در بورس اوراق بهادار تهران پذیرفته شده است.
در نخستین عرضه، تعداد یک میلیارد و هشت میلیون سهم، معادل ۶٪ درصد سهام این بانک، در بازار بورس عرضه شد.

### گروه مالی سپهر صادرات
گروه مالی سپهر صادرات یکی از مهم‌ترین شرکت‌های زیرمجموعه بانک صادرات ایران و بازارگردان اصلی سهام این بانک در بورس اوراق بهادار تهران است. بانک صادرات ایران بیش از ۹۹ درصد سهام این شرکت را در اختیار دارد و در صدد است با تبدیل این گروه به سهامی عام، سهام آن را در بورس تهران عرضه کند. گروه مالی سپهر صادرات در سال ۱۳۹۳ با عرضه سهام بانک صادرات ایران در بورس تهران و تصویب قوانین خروج بانک‌ها از بنگاه‌داری به عنوان نهادی تخصصی به ثبت رسید و در زمینه سرمایه‌گذاری و مشارکت در تأسیس و راه‌اندازی شرکت‌ها و مجتمع‌ها و طرح‌های واحدهای تولیدی، صنعتی، بازرگانی، خدمات و حمل‌ونقل فعالیت می‌کند.
گروه مالی سپهر صادرات سهام‌دار عمده بیمه سرمد (۱۴٪)، هلدینگ انرژی سپهر (۴۹٪)، پرداخت الکترونیک سپهر (۴۹٪)، تأمین سرمایه سپهر (۳۰٪)، سرمایه‌گذاری خوارزمی (۸٪) و چندین شرکت دیگر است.

## بانکداری الکترونیک
| عنوان                 | تعداد  |
| خودپرداز              | ۵۱۸۴   |
| --------------------- | ------ |
| اینترنت بانک          | ۱۳۹۰۳۲ |
| درگاه پرداخت اینترنتی | ۲۳۱۵   |
| کیوسک بانک            | ۱۲۷۹   |
| پایانه شعب            | ۶۱۸۱   |
| پایانه فروش           | ۹۵۴۴۹۱ |
| تلفن بانک             | ۵۹۶۷۰  |
| همبانک                | ۳۵۶۳۸۷ |

## اهداف
هدف از تأسیس بانک صادرات ایران که مؤسسان در ابتدا مدعی آن بودند، عبارت بود از:
- دادن وام و سرمایه‌گذاری در فعالیت‌های اقتصادی از قبیل صنایع و استخراج معادن
- توسعه کشاورزی
- جذب سرمایه‌های داخلی و پس‌اندازهای هر چند کوچک
- ایجاد شبکه بانکی در سراسر کشور
- ارائه تسهیلات بانکی

## خدمات
عموم خدمات بانک صادرات به شاخه‌های زیر تقسیم می‌شود.

### خدمات
- ارسال پیامک پیش از برگشت چک[۳۳]
- صندوق امانات
- فعال سازی حساب مشتریان

### ارزی
- صدور تاییدیه حساب
- سپرده‌های ارزی
- خرید و فروش ارز
- سود ارزی
- سوئیفت
- نرخ ارز

### سپرده‌ها
- ریالی
  - قرض الحسنه پس‌انداز
  - قرض الحسنه جاری
  - سرمایه‌گذاری بلند مدت
  - سرمایه‌گذاری کوتاه مدت
  - گواهی سپرده
  - محاسبه سود سپرده گنجینه سه
  - محاسبه سود سپرده ریالی
- ارزی
  - نرخ سود سپرده مدت دار ارزی
  - نرخ سود سپرده کوتاه مدت ارزی

### تسهیلات و تعهدات
- ریالی
  - مرابحه
  - قرض الحسنه
  - فروش اقساطی
  - مضاربه
  - جعاله
  - سلف
  - مشارکت مدنی
  - اجاره به شرط تملیک
  - صندوق توسعه ملی
  - ضمانت نامه
  - تسهیلات و تعهدات
- ارزی
  - تسهیلات اعطایی
  - فاینانس و ری‌فاینانس
  - ضمانت نامه
  - تنزیل اسناد و اعتبارات و بروات ارزی
  - صندوق توسعه ملی

## دستاوردها

### سال ۹۷
- دریافت لوح تقدیر از مدیرعامل شرکت بورس اوراق بهادار[۳۴]

### سال ۹۶
- استاندارد بین‌المللی نوآوری و فناوری‌های مدرن بانکی از کشور آلمان
- نشان طلایی پاسخگویی و مسئولیت پذیری در ارائه خدمات بانکی
- نشان زرین برترین بانک در حمایت از بزرگ‌ترین پروژه‌های ملی و اقتصادی کشور
- تقدیر وزیر کشور از بانک صادرات ایران به پاس تلاش برای رفع مشکل شرکت پدیده شاندیز
- گواهینامه استاندارد بین‌المللی برترین بانک متعهد از سوی مؤسسه بین‌المللی ICSgroup
- تندیس و نشان جایزه نوبل مدیریت در ایران
- تندیس برگزیده اجلاس سرآمدان اقتصاد ایران * ثبت برند بانک صادرات ایران به عنوان یک برند جهانی توسط QC سوئیس
- جایزه ملی سرآمدان اقتصاد ایران در صنعت بانکداری
- گواهینامه رهبری سازمانی از آکادمی anccp ایتالیا
- گواهینامه مدیریت استراتژیک از آکادمی A.G.R سوئد
- کسب استاندارد بین‌المللی ایزو ۱۰۶۶۸ در حوزه مالی و بانکی[۳۵]
- تندیس زرین جشنواره کارآفرینی و مدیران اشتغال‌زای کشور[۳۵]

### سال ۹۵
- تندیس کارآفرین برتر کشور در سومین همایش ملی کارآفرینی، تولید ملی و رونق اقتصادی به مدیر عامل بانک صادرات ایران -آبان ۱۳۹۵
- تندیس ویژه کمیته ملی رباتیک به بانک در یازدهمین دوره مسابقات بین‌المللی ربوکاپ آزاد ایران -فروردین ۱۳۹۵–۲۰۱۶
- دریافت گواهینامه استاندارد بین‌المللی سرعت، دسترسی برتر و امنیت در ارائه خدمات الکترونیکی از سوی اتحادیه اروپا[۳۶]

### سال ۹۴
- گواهینامه کیفیت و اعتبار در ارائه خدمات الکترونیکی TE-Banking از سوی اتحادیه اروپا در همایش زنجیره موفقیت سازمانی
- دریافت استاندارد بین‌المللی انتخاب نخست مشتریان در حوزه بانکداری از سوی ICS Group کانادا
- دریافت گواهینامه استاندارد آموزشی ISO 10015 از مؤسسه IMQ کشور ایتالیا
- نشان ویژه معتبرترین سازمان ایرانی در صنعت بانکداری در اجلاس استقامت ملی در تولید و خدمات
- تقدیرنامه از سوی دانشگاه امام صادق
- تندیس سومین جشنواره برترین شرکت‌های ایران
- نشان زرین استقامت ملی به بانک صادرات ایران در اجلاس استقامت ملی در تولید و خدمات
- کسب استاندارد بین‌المللی MTS-Banking در اجلاس استقامت ملی در تولید و خدمات
- دریافت گواهینامه ISO 50001-2011، سیستم مدیریت انرژِی در برج سپهر
- اعطای گواهینامه بین‌المللی QS-Corporate Banking اتحادیه اروپا به بانک صادرات-سال ۱۳۹۴–۲۰۱۶
- دریافت نشان زرین برترین در صنعت بانکداری از سوی همایش زنجیره موفقیت سازمانی[۳۷]

### سال ۹۲
- تأسیس و راه اندازی بیمه سرمد

### سال ۹۳
- تأسیس و راه اندازی بیمه امید

## برند بانک صادرات ایران
برند بانک صادرات ایران در سال ۱۳۹۲ در دهمین جشنواره ملی قهرمانان صنعت ایران به عنوان یکی از ۱۰۰ برند برتر ایران شناخته شد.

## تغییر نام اولین شعبه صادرات
شعبه شهر نجف‌آباد (کد ۲۲) بانک صادرات ایران پس از سانحه سقوط بالگرد در ورزقان به نام خلبان محسن دریانوش از کشته‌شدگان حادثه بالگرد رئیس‌جمهور سید ابراهیم رئیسی تغییر نام پیدا کرد.

## سیم‌کارت «سامانتل»
بانک صادرات ایران به مناسبت سفرهای زیارتی مردم به سوی عراق به همه کسانی که ارز اربعین خود را از طریق اپلیکیشن «سپینو» دریافت کنند هنگام مراجعه به شعب برای دریافت ارز فیزیکی، پس از اسکن بارکد ویژه و تکمیل اطلاعات درخواستی، کد هدیه رایگان بانک صادرات ایران را وارد و سیم‌کارت «سامانتل» را از طریق پست در محل نشانی خود دریافت می‌کنند.
این سیم‌کارت که ویژه سفر اربعین است بانک صادرات ایران، با ۲ گیگابایت اینترنت رایگان، امکان برقراری ارتباط در عراق و ۲ گیگابایت اینترنت پرسرعت رایگان داخل ایران را به کاربران می‌دهد.

## شفافیت مالی
بانک صادرات ایران طبق سیاستِ شفافیت مالی کلیه امور مربوط به تسهیلات، مدیریت ریسک، صورت‌های مالی، اظهارنظر حسابرس مستقل، حاکمیت شرکتی و کنترل داخلی، صورتجلسه‌های مجامع عمومی عادی، عادی به‌طور فوق‌العاده و فوق‌العاده و انتشار اطلاعات مربوط به رویدادهای با اهمیت را به تناوب منتشر و در دسترس عموم قرار می‌دهد.

## وظایف و مسئولیت‌های بانک صادرات ایران
بانک صادرات ایران در چارچوب قانون پولی و بانکی کشور، قانون عملیات بانکی بدون ربا و سایر قوانین ذی‌ربط، مقررات ناظر بر عملیات مجاز بانکی و سایر مصوبات شورای پول و اعتبار و دستورها بانک مرکزی جمهوری اسلامی ایران و با اخذ مجوزهای لازم، مجاز به انجام فعالیت‌های زیر است:
1. قبول سپرده
2. صدور گواهی سپرده عام و خاص
3. ارائه چک و خدمات مرتبط با آن طبق قانون صدور چک
4. انجام عملیات بین بانکی
5. انجام عملیات اعتباری مصرح در قانون عملیات بانکی بدون ربا و آیین‌نامه‌های مربوط
6. ارائه انواع ابزارهای پرداخت
7. دریافت، پرداخت، نقل و انتقال وجوه ریالی و ارزی
8. انجام امور نمایندگی به منظور جمع‌آوری وجوه، انواع قبوض خدمات شهری، ودایع و …
9. گشایش انواع اعتبار اسنادی و صدور انواع ضمانت نامه
10. ارائه خدمات بانکی الکترونیکی از جمله صدور انواع کارتهای الکترونیکی
11. قبول و نگهداری اشیاء گرانبها، اسناد و اوراق بهادار و اجاره صندوق امانات به مشتریان
12. انجام عملیات ارزی نظیر خرید و فروش ارز، انتقال ارز، دریافت و اعطای تسهیلات ارزی و حواله‌های ارزی
13. خدمات مربوط به وجوه اداره شده
14. تضمین بازخرید اوراق بهادار صادره اشخاص حقوقی دولتی و غیردولتی
15. انتشار یا عرضه اوراق مالی اسلامی ریالی و ارزی در داخل و خارج از کشور
16. انجام سفارش‌های مستمر مشتریان (دستور پرداخت مستمر)
17. ارائه خدمات مشاوره ای در زمینه‌های خدمات مالی، سرمایه‌گذاری و مدیریت دارایی‌ها به مشتریان
18. انجام وظایف قیومیت، وصایت، وکالت و نمایندگی مشتریان طبق قوانین و مقررات مربوط
19. سرمایه‌گذاری از طریق خرید سهام، اوراق مشارکت، اوراق بهادار خارجی و اوراق صکوک
20. خرید و فروش اموال حسب ضرورت در چارچوب ضوابط بانک مرکزی جمهوری اسلامی ایران
21. ایجاد هرگونه پوشش بیمه ای برای دارایی‌های بانک نزد شرکت‌ها و مؤسسات بیمه
22. حفظ، برقراری و ایجاد رابطه کارگزاری با بانک‌های داخل و خارج
23. ترخیص کالا از بندرها و گمرکات به حساب بانک
24. وصول مطالبات اسنادی
25. وصول سود سهام مشتریان و واریز به حساب
26. فروش تمبر مالیاتی و سفته
27. انجام سایر عملیات قانونی پس از اخذ تاییدیه بانک مرکزی جمهوری اسلامی ایران[۴۲]

## نگارخانه

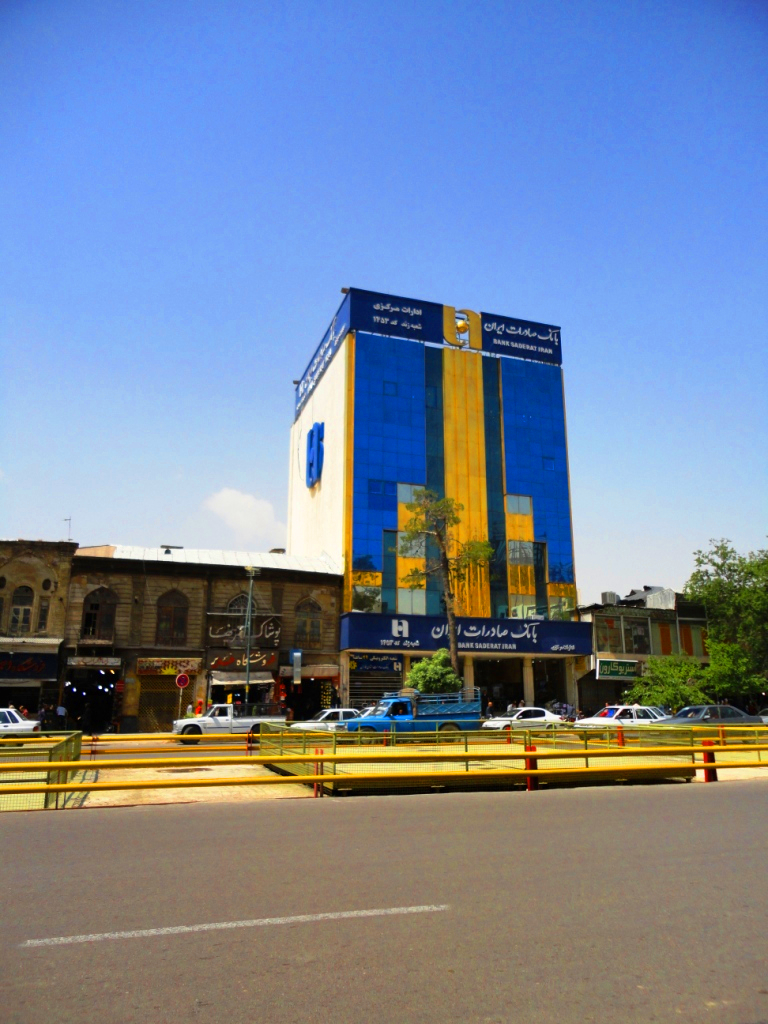
در شیراز